# Glenea pseudadelia
Glenea pseudadelia là một loài bọ cánh cứng trong họ Cerambycidae.